# Cleopatra Fortune
Cleopatra Fortune (クレオパトラフォーチュン?, Kureopato Rafōchun) è un videogioco rompicapo arcade sviluppato dalla Taito in collaborazione con Natsume, pubblicato nel 1996. In Giappone tra il 1997 e il 2001 escono tre sue conversioni per le console Sega Saturn, Dreamcast e PlayStation, quest'ultima distribuita nel 2003 anche in Nord America (col nome locale di Cleopatra's Fortune) ed in Europa.
Recentemente, la versione Saturn venne resa disponibile dal 24 novembre 2022 sugli attuali store digitali da City Connection come parte della S-Tribute, un'antologia promossa dalla software house giapponese allo scopo di rimasterizzare con nuovo motore grafico e l'inserimento di opzioni aggiuntive, i porting appunto per Saturn di alcuni classici Taito.
L'originale arcade emulata è contenuta all'interno di due raccolte dei titoli retrò assortiti della compagnia, Taito Legends 2 per PlayStation 2, Xbox e PC, e Taito Memories Jōkan solo per PlayStation 2, usciti rispettivamente in Occidente e in madrepatria.

## Modalità di gioco
Cleopatra Fortune trae spunto da Tetris, dove nel campo rettangolare di gioco vedranno cadere una serie di blocchi in pietra e in tre individuali elementi: a gioiello, a sarcofago e a mummia. Il gameplay consiste nel posizionare ed allineare quei blocchi sul suo fondo al fine di rimuoverli, guadagnando di conseguenza normali punti.
È possibile incrementare ulteriormente il proprio punteggio mediante combinazioni nelle "chiusure" di ognuno dei tre elementi e generare delle reazioni a catena; le mummie non possono essere eliminate quando sono rinchiuse di per sé. Se poi il giocatore riesce a ripulire tale campo ottiene dei punti bonus (Perfect per la precisione). Inoltre, l'entrata in scena di un blocco singolo speciale chiamato "Pyramid Stone" fa sì che tutti quelli dello stesso tipo siano rimossi all'istante.
La sessione diventa sempre più impegnativa quando tutto scenderà velocemente al progressivo avanzare dei livelli (essa si conclude arrivando al numero 99), e, dopo che un solo blocco tocca la parte superiore ancora del campo viene interrotta; deve essere inserito un credito per continuare la partita e non andare al game over.
Nel titolo è presente la modalità "Vs" per due giocatori, in cui le regole sono le medesime eccetto che i blocchi eliminati vengono spediti nel campo dell'avversario per metterlo in difficoltà. Vince la sfida colui che batte l'altro per due round consecutivi.

### Edizioni casalinghe
In esse sono presenti anche delle esclusive modalità per un unico giocatore, ovvero "Mystery" e "Time Attack" (quest'ultima solo in quelle Dreamcast e PlayStation). La prima consta di cento unici livelli, ove vi si ripulisce logicamente il campo da dei blocchi già posizionati distruggendoli a catena. La seconda invece è una prova nella quale si compie il miglior tempo superando dieci livelli, mentre viene riempito un misuratore di rimozione dei blocchi entro i 10 minuti a propria disposizione.

## Personaggi
- Patoraco - La protagonista, è una miko che le piace travestirsi da Cleopatra e fare cosplay. In base alla storia della modalità "Mystery", la si aiuta a battere la Sfinge ad una serie di enigmi da lei proposti per salvare gli Dei egizi.
- Sfinge - L'antagonista della "Mystery Mode", è una malvagia leonessa antropomorfa, diventata regina con l'inganno imprigionando tutti gli Dei dentro a una piramide.

## Sviluppo
La vera prima versione di Cleopatra Fortune con uguale giocabilità e la non ancora onnipresente Patoraco apparve sull'X-55, un raro impianto karaoke domestico realizzato da Taito con il supporto di Kyocera immesso sul mercato solo in Giappone nel dicembre 1995. Poteva fungere pure da console permettendo di scaricare via telefono dei videogiochi appositi, prodotti ovviamente dalla casa madre, tra cui il celebre Space Invaders.

## Sequel
Nel 2001 vide la luce il diretto seguito Cleopatra Fortune + (クレオパトラフォーチュンプラス 〜またまた神秘ですぅ〜?, Kureopato Rafōchun Purasu 〜 Matamata Shinpi de Su~u 〜), pubblicato esclusivamente in Giappone per la scheda hardware Sega NAOMI, il quale differisce dal precedessore per quanto concerne lo sviluppo, frutto della collaborazione non più con Natsume ma con Altron.

## Camei
Patoraco fece in seguito delle apparizioni in altri giochi (arcade e non) della Taito, uno su tutti Puchi Carat come personaggio segreto.